# Ondô Oeste
Ondô Oeste (em inglês: Ondo West) é uma área do estado de Ondô, na Nigéria, com sede em Ondô. Tem 970 quilômetros quadrados e de acordo com o censo de 2016, havia 389 900 residentes. Seu código postal da área é 351.